# Правила Худзіти
Правила Худзіти — набір семи правил, що формально описують геометричні побудови за допомогою плаского оригамі, подібним до побудови за допомогою циркуля та лінійки. Названі на честь японо-італійського математика Хуміакі Худзіти (1924—2005).
Фактично вони описують всі можливі способи отримання однієї нової складки на аркуші паперу шляхом суміщення вже існуючих різних елементів аркуша — точок та ліній. Під лініями розуміються краї аркуша або складки паперу, під точками — перетини ліній. Істотним моментом є те, що згин формується єдиною складкою, причому в результаті складання фігура залишається пласкою.
Часто ці правила називають «аксіомами», хоча з формальної точки зору аксіомами вони не є.

## Правила
Складки в цих правилах існують не завжди, правило стверджує тільки, що якщо така складка є, то її «можливо» знайти.

### Правило 1
Нехай задані дві точки {\displaystyle p_{1}} і {\displaystyle p_{2}}, тоді аркуш можна скласти так, що ці дві точки будуть лежати на складці.

### Правило 2
Нехай задані дві точки {\displaystyle p_{1}} і {\displaystyle p_{2}}, тоді аркуш можна скласти так, що одна точка перейде в другу.

### Правило 3
Нехай задані дві прямі {\displaystyle l_{1}} і {\displaystyle l_{2}}, тоді аркуш можна скласти таким чином, що одна пряма перейде в другу.

### Правило 4
Нехай задані пряма {\displaystyle l_{1}} і точка {\displaystyle p_{1}}, тоді аркуш можна скласти так, що точка пройде через складку, а пряма перейде сама в себе (тобто лінія складки буде їй перпендикулярна).

### Правило 5
Нехай задані пряма {\displaystyle l_{1}} і дві точки {\displaystyle p_{1}} і {\displaystyle p_{2}}, тоді аркуш можна скласти так, що точка {\displaystyle p_{2}} потрапить на складку, а {\displaystyle p_{1}} на пряму {\displaystyle l_{1}}.

### Правило 6
Нехай задані дві прямі {\displaystyle l_{1}} і {\displaystyle l_{2}} і дві точки {\displaystyle p_{1}} і {\displaystyle p_{2}}, тоді аркуш можна скласти так, що точка {\displaystyle p_{1}} потрапить на пряму {\displaystyle l_{1}}, а точка {\displaystyle p_{2}} на пряму {\displaystyle l_{2}}.

### Правило 7
Нехай задані дві прямі {\displaystyle l_{1}} і {\displaystyle l_{2}} і точка {\displaystyle p}, тоді аркуш можна скласти так, що точка p потрапить на пряму {\displaystyle l_{1}}, а пряма {\displaystyle l_{2}} перейде сама в себе (тобто лінія складки буде їй перпендикулярна).

### Зауваження
Всі складки в цьому списку можна отримати як результат послідовного застосування правила номер 6. Тобто для математика вони нічого не додають, однак дозволяють зменшити кількість згинів. Система з семи правил є повною, тобто вона описує всі можливі способи отримання однієї нової складки на аркуші паперу шляхом сполучення вже існуючих різних елементів аркуша.
Це останнє ствердження було доведено Робертом Ленгом.

## Можливі і неможливі побудови
Всі побудови є нічим іншим, як розв'язком якого-небудь рівняння, причому коефіцієнти цього рівняння пов'язані з довжинами заданих відрізків. Через це зручно казати про побудову числа — графічного розв'язку рівняння визначеного типу. В межах вищеописаних вимог можливі наступні побудови:
- Побудова розв'язків лінійних рівнянь.
- Побудова розв'язків квадратних рівнянь.
- Побудова розв'язків кубічних рівнянь (правило 6).

Інакше кажучи, можливо побудувати лише числа, що дорівнюють арифметичним виразам з використанням квадратних і кубічних коренів із початкових чисел (довжин відрізків).
В окремих випадках, за допомогою таких побудов можна здійснити подвоєння куба, трисекцію кута, побудову правильного семикутника. Розв'язок задачі про квадратуру круга однак залишається неможливим, через те, що π — трансцендентне число.

## Історія
Основне правило (номер 6) було розглянуто Маргеритою Пьяцолла-Белок (італ. Margherita Piazzolla Beloch), їй же належать перші побудови трисекції кута і квадратури кола за допомогою оригамі-побудов. Повний перелік правил з'являється в роботі Жака Жюстина, який пізніше також посилався на Пітера Мессера як на співавтора. Практично одночасно правила 1—6 були сформульовані Хуміакі Худзитою. Останнє сьоме правило додав ще пізніше Косиро Хаторі.

## Варіації та узагальнення
Список можливих побудов можна значно розширити, якщо дозволити створення декількох складок за один раз. Хоча людина, що вирішила зробити декілька складок за раз на практиці стикнеться з труднощами фізичного характеру, тим не менш можливо вивести правила, аналогічні правилам Худзіти і для цього випадку. При допущенні таких додаткових правил можливо довести наступну теорему:
Будь-яке алгебраїчне рівняння степеня n може бути розв'язане n-2 одночасними складками
Цікаво, чи можливо розв'язати те саме рівняння додаванням, що використовує меншу кількість складок. Це, безперечно, вірно для n=4 і невідомо для n=5.